# Ричильяно
Ричильяно (італ. Ricigliano) — муніципалітет в Італії, у регіоні Кампанія,  провінція Салерно.
Ричильяно розташоване на відстані близько 290 км на південний схід від Рима, 110 км на схід від Неаполя, 65 км на схід від Салерно.
Населення — 1162 особи (2014).
Щорічний фестиваль відбувається 25 липня. Покровитель — San Cristoforo.

## Демографія
Населення за роками:

Станом на 1 січня 2023 року в муніципалітеті офіційно проживало 12 іноземців з 6 країн, серед них 4 громадяни країн Євросоюзу та 4 громадяни України.

## Сусідні муніципалітети
- Бальвано
- Муро-Лукано
- Романьяно-аль-Монте
- Сан-Грегоріо-Маньо